# TVP1
TVP1 (TVP Jeden, Telewizja Polska 1, Program I Telewizji Polskiej, "Jedynka") je televizní kanál provozovaný TVP (Telewizja Polska S.A.), polským veřejnoprávním vysilatelem. Byl to první televizní kanál vysílaný v Polsku a i dnes je stále jedním z nejpopulárnějších.

## TVP1 HD
Kromě SD vysílání je k dispozici také HD verze TVP1. Zkušební vysílání začalo v lednu 2011, v červnu 2012 bylo zahájeno oficiální vysílání TVP1 HD přenosy z UEFA Euro 2012.

## Programming

### Zpravodajství
- Wiadomości - v 19:30
- Teleexpress - v 17:00

### Polské seriály
- Klan
- Leśniczówka
- Korona Królów
- Komisarz Alex
- Ojciec Mateusz
- Wojenne Dziewczyny

### Zábava
- Jaka to melodia
- Jeden z Dziesięciu
- Gra słów. Krzyżówka
- Eurovision Song Contest
- Národní festival polské písně v Opole